# Richard Puller de Hohenbourg
Richard Puller de Hohenbourg, chevalier de Hohenbourg, né dans la région de la Vasgovie et mort le dimanche 24 septembre 1482 à Zurich, est un noble alsacien.

## Biographie
Fils unique de Wilrich's II et sa deuxième épouse Jutta Hurt de Shönek, dernier descendant de la famille des Hohenbourg, il est obligé de quitter l'Alsace en 1482 car reconnu coupable de vice infâme selon un écrivain suisse ou selon l'expression de Sitzmann « un triste sire, un brouillon perdu de mœurs ». Il part pour Zurich et obtient le droit de bourgeoisie avant d'être à nouveau convaincu d'immoralité et condamné à mort pour homosexualité. Il est envoyé au bûcher avec son valet Anton Mätzler de Lindau devant les fortifications de la ville de Zurich,.